# Titularbistum Cremna
Cremna  ist ein Titularbistum der römisch-katholischen Kirche.
Es geht zurück auf einen untergegangenen Bischofssitz in der antiken Stadt Kremna, die in der Landschaft Pisidien im Südwesten Kleinasiens in der heutigen Türkei lag. Der Bischofssitz war der Kirchenprovinz Perge zugeordnet. 
| Titularbischöfe von Cremna |                                   |                                                       |                  |                   |
| Nr.                        | Name                              | Amt                                                   | von              | bis               |
| 1                          | Gustave Joseph Bouve CSSp         | Apostolischer Vikar von Nord-Katanga (Belgisch-Kongo) | 31. Mai 1950     | 10. November 1959 |
| 2                          | Belchior Joaquim da Silva Neto CM | Koadjutorbischof von Luz (Brasilien)                  | 13. Februar 1960 | 9. Juli 1967      |